# Dentellatura
La dentellatura è il risultato della perforazione effettuata tramite un perforatore sulla carta in cui sono stampati i francobolli. Tale perforazione è utile ad una rapida ed efficace separazione dei francobolli singoli dal loro originale foglio di stampa e viene eseguita mediante una macchina detta “perforatore” sincronizzato con la macchina da stampa. La dentellatura è stimata in filatelia attraverso l'espressione numerica dei dentelli presenti in due centimetri così che, ad esempio, “dentellatura 14” significa che in due centimetri di lato del francobollo sono presenti 14 dentelli. Generalmente tale misurazione viene eseguita tramite uno strumento detto “odontometro”.

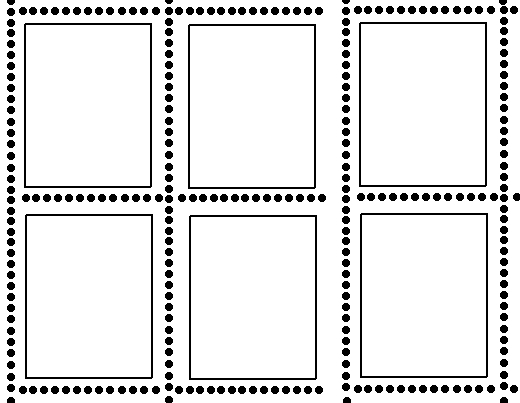
Illustrazione della dentellatura a pettine

## Tipi di dentellatura

### Lineare

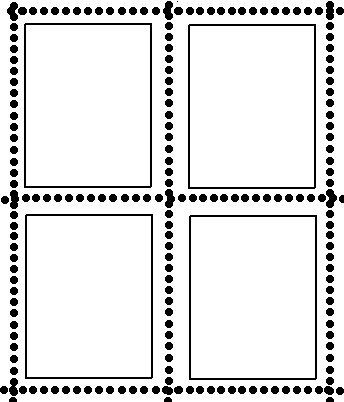
Composizione della dentellatura lineare

La dentellatura lineare si ottiene dal perforatore lineare che agisce dentellando un solo lato del francobollo alla volta. Il perforatore lineare è il più lento a causa del notevole impegno che richiede all'operatore per regolare la quadratura del foglio in ogni passaggio. Il perforatore lineare infatti dentellando un solo lato alla volta necessita di girare il foglio di 90° ogni volta che viene eseguita una perforazione. La perforazione origina una dentellatura che presenta ai quattro angoli del francobollo una sovrapposizione di fori.

### Pettine
La dentellatura a pettine si esegue con un perforatore costruito da una sequenza di punzoni intersecata perpendicolarmente da file di altri punzoni in modo tale che il perforatore dentella contemporaneamente tre lati del francobollo. Osservando i francobolli dentellati con questo metodo è possibile rintracciare una maggiore o minore distanza fra l'ultimo ed il primo foro di due battute consequenziali. Il perforatore a pettine è quindi costruito in modo tale da avere un lato lungo quanto il foglio da perforare. Data questa caratteristica è però possibile che nello stesso foglio convivano esemplari perfettamente dentellati con esemplari in cui si individua una maggiore o minore distanza della perforazione su uno dei lati. Tale fenomeno consente di individuare posizione e direzione di movimento del pettine tanto che alcuni periti filatelici indicano il posizionamento del perforatore rispetto al francobollo come: pettine basso, pettine alto, pettine destro e pettine sinistro.

### Blocco

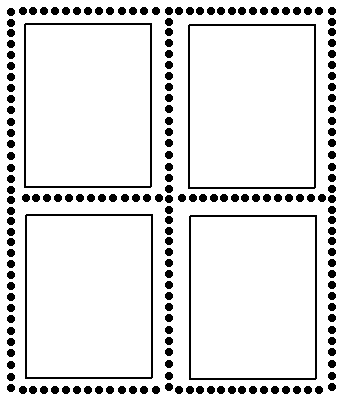
Illustrazione di una dentellatura a blocco

La dentellatura a blocco si ottiene mediante un perforatore che dentella contemporaneamente i quattro lati del francobollo. Caratteristica principale di tale metodo è la regolarità della perforazione e la versatilità che consente di eseguire dentellature poco convenzionali come ad esempio quelle a forma circolare.

### Lineare a tratti e Zig-Zag
La perforazione lineare a tratti e a zig-zag in realtà non è una vera perforazione in quanto tale metodo non sottrae carta al foglio di stampa ma consiste nell'intaccare la carta eseguendo dei tagli che consento in ogni caso di separare i francobolli. Tale perforazione non è espressamente concepita per essere utilizzata sui francobolli ma anche su altri oggetti filatelici come ad esempio le cartoline postali del Regno d'Italia entrate in uso nel 1874 e che prevedevano due parti separabili. Più recentemente questa tecnica è stata adottata nei francobolli autoadesivi per facilitare la separazione dal foglio.

### Blocco/Pettine
Si ottiene mediante un perforatore composto da una appendice di aghi che perfora l'intero foglio di cui sono composti i francobolli ed in più anche uno dei bordi (superiore o inferiore). Viene considerato un metodo di dentellatura derivato dalla perforazione a blocco ed utilizzato per dentellare il primo francobollo con stampa in rotocalco ovvero il valore da 50 c. con sovrapprezzo di 10 c. emesso in occasione del 50º anniversario della morte di Vittorio Emanuele II.

### Lineare modificato
Si ottiene togliendo un punzone da un perforatore lineare in corrispondenza dell'incrocio di due esemplari. Lo scopo dell'utilizzo di tale metodo è da ricondursi al tentativo di evitare il sovrapporsi di due fori proprio negli angoli dei francobolli. Sono noti francobolli dentellati con questo metodo alcuni esemplari emessi dalla Repubblica Italiana nel 1951 per commemorare Giuseppe Verdi, nonché alcuni del Cavallino pacchi nel 1954. 

### Pettine doppio
Il pettine doppio è anche il nome dato al perforatore che consente di ottenere questo tipo di dentellatura. Il passaggio del foglio consente di perforare contemporaneamente tutti i quattro lati di un francobollo e due lati del francobollo successivo. Lo scopo di tale metodo è quello di aumentare la velocità di perforazione dell'intero foglio. Un perforatore di questo tipo fu montato negli anni '60 sulle nuove macchine da stampa Goebel 300 adottata dall'Istituto Poligrafico e Zecca dello Stato della Repubblica Italiana. Con tale metodo vennero quindi perforati i francobolli della serie Siracusana.

### Pettine doppio modificato
Il principio è quello del pettine doppio a cui però, analogamente al metodo utilizzato nella dentellatura lineare modificata, viene tolto un punzone per evitare il sovrapporsi di fori.

### Piastra
La piastra è adottata in Italia dalle macchine da stampa Goebel dell'Istituto Poligrafico e Zecca dello Stato e consiste in una vera e propria piastra che dentella tutti i lati di un francobollo ed i relativi bordi superiori ed inferiori.